# 2012 – Das Jahr Null
2012 – Das Jahr Null (Originaltitel: 2012: Het jaar Nul) ist eine niederländische Fernsehserie von 2009. Die zwölf Folgen umfassende Jugendserie wurde 2009 zum ersten Mal auf dem niederländischen Fernsehsender Nederland 3 gezeigt. Eine deutschsprachige Fassung lief von Karfreitag bis Ostermontag 2011 auf dem Fernsehsender Das Erste.

## Handlung
Der Maya-Kalender endet am 21. Dezember 2012. Der Hobby-Archäologe Peter Hellinga findet auf einer Expedition in Mexiko einen Kodex, in dem die Ereignisse nach dem 21. Dezember geschildert werden. Als er in die Niederlande zurückkehren will, wird er jedoch entführt. Nur sein Gepäck erreicht den Flughafen in Amsterdam. Seine beiden Enkel, der kampfsporterprobte Twan und sein Bruder, der jugendliche „Erfinder“ Hidde untersuchen zusammen mit ihrer Freundin Mascha und dem Maya-Mädchen Felix sein Verschwinden und versuchen die Maya-Schrift zu entschlüsseln. Dabei geraten sie ins Visier der Sekte „Survivors“, die hinter dem Kodex her sind.

## Hintergrund
Die Serie wurde für den niederländischen Fernsehsender Nederland 3 von der AVRO in Zusammenarbeit mit NL Film & TV produziert. Die Regie aller Episoden führte Jan Albert de Weerd. Für die deutsche Fassung zeichnet Interopa Film und der WDR verantwortlich. Die Redaktion übernahm Matthias Körnich (WDR).

## Episodenliste
| Nummer (gesamt) | Nummer (Staffel) | Deutscher Titel          | Originaltitel                | Erstausstrahlung (Niederlande) | Deutsche Erstausstrahlung |
| 1               | 1                | Die Entführung           | De ontvoering                | 10. Oktober 2009               | 22. April 2011            |
| 2               | 2                | Der Einbruch             | De inbraak                   | 17. Oktober 2009               | 22. April 2011            |
| 3               | 3                | Felix                    | Felix                        | 24. Oktober 2009               | 22. April 2011            |
| 4               | 4                | Nachricht aus Mexiko     | Een nieuw bericht uit Mexico | 31. Oktober 2009               | 22. April 2011            |
| 5               | 5                | Objekt B 109             | Object B109                  | 14. November 2009              | 23. April 2011            |
| 6               | 6                | Das Tagebuch             | Het dagboek                  | 21. November 2009              | 23. April 2011            |
| 7               | 7                | Falscher Verdacht        | Vals beschuldigd             | 28. November 2009              | 24. April 2011            |
| 8               | 8                | Das Geheimnis des Steins | Het geheim van de steen      | 5. Dezember 2009               | 24. April 2011            |
| 9               | 9                | Die Übergabe             | De overdracht                | 12. Dezember 2009              | 24. April 2011            |
| 10              | 10               | Nach Mexiko              | Naar Mexico                  | 19. Dezember 2009              | 25. April 2011            |
| 11              | 11               | Auf der Suche nach Opa   | Op zoek naar Opa             | 2. Januar 2010                 | 25. April 2011            |
| 12              | 12               | Der Kodex                | De codex                     | 9. Januar 2010                 | 25. April 2011            |